# San José (Tarlac)
San José (Bayan ng San José - Municipality of San José) es un municipio filipino de tercera categoría, situado en la parte central de la isla de Luzón. Forma parte del Segundo Distrito Electoral de la provincia de Tarlac situada en la Región Administrativa de Luzón Central, también denominada Región III.

## Geografía
Municipio situado en el centro de la provincia, su término linda al norte con los de Mayantoc y de Santa Ignacia; al sur con el de Capas; al este con la ciudad de Tarlac; y al oeste con la provincia de Zambales.

### Barangays
El municipio  de San José se divide, a los efectos administrativos, en 13 barangayes o barrios, conforme a la siguiente relación:
| - Burgos - David - Iba | - Labney - Lawacamulag - Lubigán | - Maamot - Mababanaba - Moriones - Pao | - San Juan de Valdez - Sula - Villa Aglipay |  |

## Economía
Municipio eminentemente agrícola que se esfuerza por convertirse en una ciudad agroindustrial.

## Historia
El término del  actual municipio de San José ocupaba la parte occidental de Tarlac. Amado de León y Samuel M. Eugenio, por medio del capitán del barangay Mababanaba, piden a la presidenta Corazón  Aquino la creación de un municipio. Esta petición ya fue autorizada en 1927 cuando Benigno Aquino I y Gregorio Aglipay celebraron la aprobación del cambio de nombre de Cadaanán por el de Villa Aglipay, en honor de este último.
En esa ocasión, Benigno Aquino, prometió la creación de este municipio estableciendo la Población en el recién creado y redenominado barrio de Villa Aglipay. La prematura muerte del prócer lo impidió.
Más tarde, el gobernador de Tarlac Benigno Ninoy Aquino postula por emplazar en San José el Capitolio Provincial. Por razones políticas, este plan no pudo realizarse.
La creación del municipio, concedida el 5 de enero de 1990, fue posible gracias a los esfuerzos del  Jose G. Macapinlac, Alcalde de Tarlac, José Cojuangco, Gobernador de Tarlac y Excmo. Jose V. Yap, Sr.,  congresista por el Segundo distrito de Tarlac.

## Patrimonio
Bautizado como el parque ecoturístico de la provincia, se caracteriza por sus montañas, colinas agraciadas, cascadas y zonas verdes.

### Iglesia de la Inmaculada Concepción

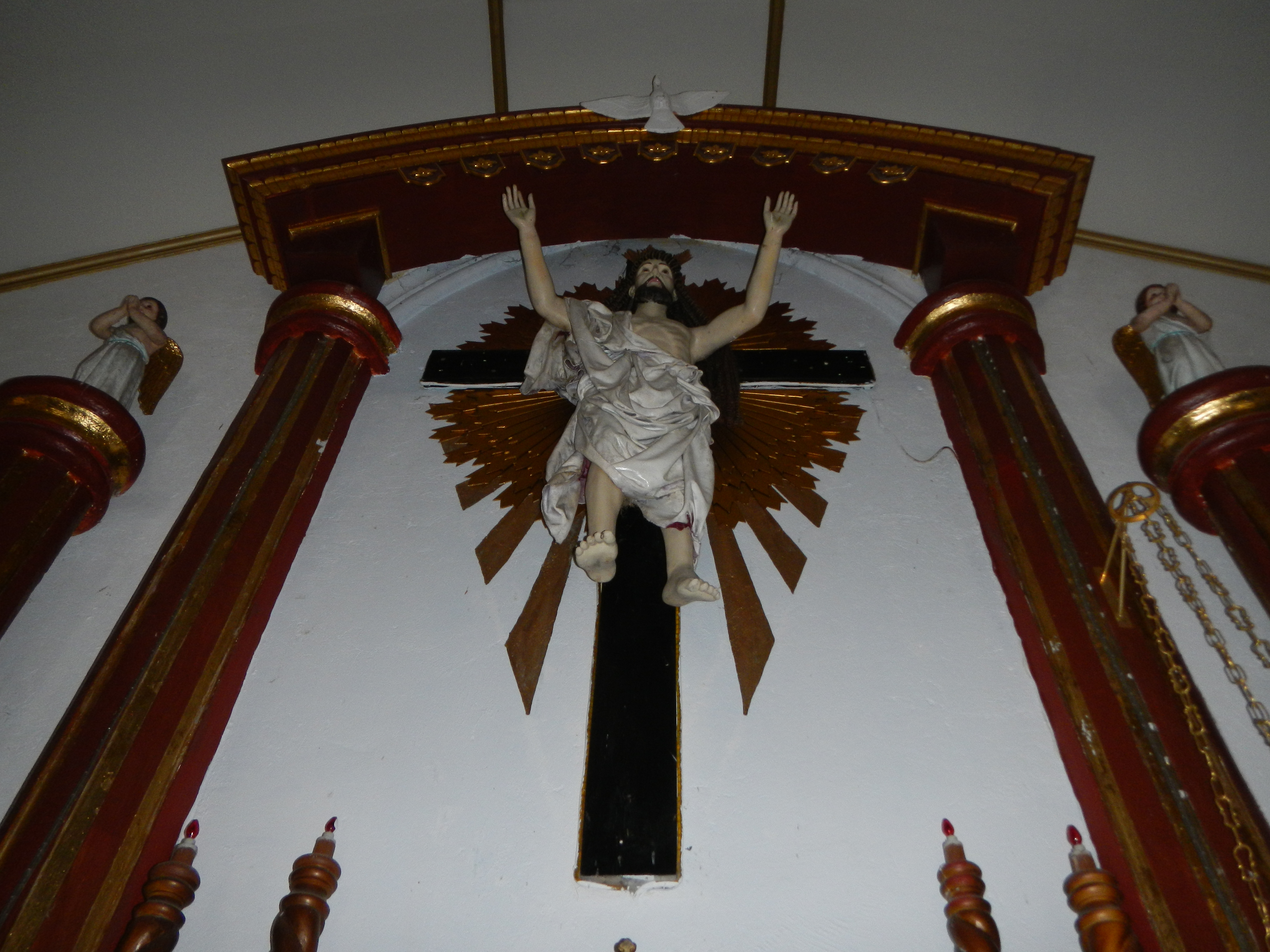
Retablo Resurrección del Señor.

- Iglesia parroquial católica bajo la advocación de la Inmaculada Concepción, data del año 1990. (Immaculate Conception Parish Church of San Jose)

Forma parte de la Vicaría de San Sebastián, perteneciente a la Diócesis de Tarlac en la provincia Eclesiástica de San Fernando.

### Monasterio de Tarlac
El Monasterio de Tarlac alberga la reliquia de la Vera Cruz de Jesucristo.